# 德国基督教民主联盟 (东德)
德国基督教民主联盟（德語：Christlich-Demokratische Union Deutschlands，缩写为CDU）是1945年成立的东德政党。该党作为德国统一社会党的卫星党，在1989年以前一直是东德国家阵线的一部分。
1990年兩德統一后，该党同西德的德国基督教民主联盟合并。

## 历史
1945年6月10日，驻德苏联军事管理委员会允许苏占区境内的反法西斯民主党派在柏林组党。6月26日，基民盟遂在苏占区成立。成员包括雅各布·凯泽和恩斯特·莱默。反法西斯抵抗战士安德烈亚斯·赫尔梅斯被选为主席。
最初，基民盟代表了中产阶级基督徒居民，主要针对初期德国统一的目标和议会民主制开展活动，成为了针对统一社会党的反对党。其与统一社会党的首次冲突是1945年秋季执行苏联的土地改革指令时，基民盟委员会反对该决议，驻德苏联军事管理委员会因此将赫尔梅斯罢免。
雅各布·凯泽和恩斯特·莱默接替了赫尔梅斯的权力。1946年德国苏占区州议会选举时，在居民存在投票限制和管控的前提下，基民盟仍获得了23.1%的选票。